# Andrés Rentería
Andrés Yair Rentería Morelo (ur. 6 marca 1993 w Medellín) – kolumbijski piłkarz z obywatelstwem meksykańskim występujący na pozycji prawego skrzydłowego, obecnie zawodnik meksykańskiego Querétaro.

## Kariera klubowa
Rentería treningi piłkarskie rozpoczynał w szkółce juniorskiej Ferroválvulas FC, skąd przeniósł się do akademii młodzieżowej krajowego giganta – klubu Atlético Nacional. Do pierwszej drużyny został włączony jako osiemnastolatek przez szkoleniowca Santiago Escobara i w Categoría Primera A zadebiutował 4 marca 2012 w przegranym 0:1 spotkaniu z Cúcuta Deportivo. Nie potrafił sobie jednak wywalczyć miejsca w składzie w rywalizacji z zawodnikami takimi jak Diego Álvarez czy Dorlan Pabón i pozostawał wyłącznie głębokim rezerwowym ekipy, nie osiągając z nią również większych sukcesów. Już po upływie pół roku udał się na sześciomiesięczne wypożyczenie do współpracującego z Atlético Nacional drugoligowego zespołu Alianza Petrolera z siedzibą w Barrancabermeji. Tam mimo młodego wieku z miejsca został kluczowym graczem linii ataku i w jesiennym sezonie Finalización 2012 wygrał z nią rozgrywki Categoría Primera B, dzięki czemu Alianza po raz pierwszy w swojej historii awansowała do pierwszej ligi, a on sam został wówczas królem strzelców drugiej ligi kolumbijskiej z czternastoma golami na koncie.
Wiosną 2013 Rentería za sumę miliona dolarów przeszedł do meksykańskiego zespołu Santos Laguna z miasta Torreón. W tamtejszej Liga MX zadebiutował 20 stycznia 2013 w przegranej 1:2 konfrontacji z Pueblą, zaś pierwszego gola w najwyższej klasie rozgrywkowej strzelił 12 maja tego samego roku w wygranym 3:1 meczu z Atlasem. Już po kilku miesiącach został jednym z ważniejszych piłkarzy zespołu i w 2013 roku dotarł z nim do finału najbardziej prestiżowych rozgrywek kontynentu – Ligi Mistrzów CONCACAF. W jesiennym sezonie Apertura 2014 zdobył natomiast puchar Meksyku – Copa MX, z dorobkiem sześciu bramek zostając również królem strzelców tych rozgrywek. Podczas wiosennych rozgrywek Clausura 2015 jako podstawowy piłkarz ekipy Pedro Caixinhi wywalczył mistrzostwo Meksyku, a w tym samym roku osiągnął także krajowy superpuchar – Campeón de Campeones. W międzyczasie otrzymał meksykańskie obywatelstwo, po kilkuletnim zamieszkiwaniu w tym kraju. Ogółem w Santosie Laguna grał przez trzy i pół roku.
W lipcu 2016 Rentería został graczem klubu Querétaro FC, gdzie już w sezonie Apertura 2016 wywalczył puchar Meksyku (zarazem pierwsze trofeum w dziejach drużyny). Sam ze względu na kontuzję pełnił jednak marginalną rolę w tym sukcesie.

## Kariera reprezentacyjna
W maju 2013 Rentería został powołany przez Carlosa Restrepo do reprezentacji Kolumbii U-20 na prestiżowy Turniej w Tulonie. Tam jako podstawowy piłkarz wystąpił w czterech z pięciu możliwych spotkań (we wszystkich w pierwszym składzie), zdobywając gola w konfrontacji z gospodarzami rozgrywek – Francją (3:1), zaś jego kadra dotarła ostatecznie do finału, ulegając w nim Brazylii (0:1). Kilkanaście dni później znalazł się w składzie na Mistrzostwa Świata U-20 w Turcji, gdzie również miał pewne miejsce w wyjściowej jedenastce – rozegrał trzy z czterech meczów (wszystkie od początku), tworząc formację ofensywną z Juanem Quintero i Jhonem Córdobą oraz wpisał się na listę strzelców w grupowym meczu z Salwadorem (3:0). Kolumbijczycy odpadli natomiast z młodzieżowego mundialu w 1/8 finału, ulegając w nim po serii rzutów karnych Korei Płd (1:1, 7:8 k).
W marcu 2016 Rentería, w barwach reprezentacji Kolumbii U-23, wziął udział w zakończonym powodzeniem międzykontynentalnym dwumeczu barażowym o udział w Igrzyskach Olimpijskich w Rio de Janeiro. Cztery miesiące później został powołany przez Carlosa Restrepo na brazylijską olimpiadę, lecz kilka tygodni przed turniejem doznał kontuzji, która wykluczyła go z kadry – w składzie zastąpił go Arley Rodríguez.
W seniorskiej reprezentacji Kolumbii Rentería zadebiutował za kadencji selekcjonera José Pekermana, 26 marca 2015 w wygranym 6:0 meczu towarzyskim z Bahrajnem, w którym strzelił także premierowego gola w kadrze narodowej.

## Statystyki kariery

### Klubowe
| Atlético Nacional | 2012      | Kolumbia | Primera A | 2   | 0  | 3  | 0        | —        | —  | —   | 5   | 0  |
| Alianza Petrolera | 2012      | Kolumbia | Primera B | 21  | 14 | —  | —        | —        | —  | —   | 21  | 14 |
| Santos Laguna     | 2012–2013 | Meksyk   | Liga MX   | 13  | 2  | —  | —        | LMC      | 1  | 0   | 14  | 2  |
| Santos Laguna     | 2013–2014 | Meksyk   | Liga MX   | 25  | 6  | 3  | 0        | CL       | 7  | 2   | 35  | 8  |
| Santos Laguna     | 2014–2015 | Meksyk   | Liga MX   | 38  | 11 | 13 | 7        | —        | —  | —   | 51  | 18 |
| Santos Laguna     | 2015–2016 | Meksyk   | Liga MX   | 27  | 4  | 1  | 0        | LMC      | 5  | 1   | 33  | 5  |
| Querétaro         | 2016–2017 | Meksyk   | Liga MX   | 0   | 0  | —  | —        | —        | —  | —   | 0   | 0  |
| Ogółem            |           |          |           |     |    |    |          |          |    |     |     |    |
| Kolumbia          | Kolumbia  | Kolumbia | 23        | 14  | 3  | 0  | —        | —        | —  | 26  | 14  |    |
| Meksyk            | Meksyk    | Meksyk   | 103       | 23  | 17 | 7  | LMC + CL | 13       | 3  | 133 | 33  |    |
| Ogółem            | Ogółem    | Ogółem   | Ogółem    | 126 | 37 | 20 | 7        | LMC + CL | 13 | 3   | 159 | 47 |

Legenda:
- LMC – Liga Mistrzów CONCACAF
- CL – Copa Libertadores

### Reprezentacyjne
| Kolumbia | Kolumbia | 2015   | 2 | 1 | — | — | — | — | — | 2 | 1 |
| Ogółem   | Ogółem   | Ogółem | 2 | 1 | — | — | — | — | — | 2 | 1 |